# Giannīs Kōtsiras
Giannīs Kōtsiras (in greco Γιάννης Κώτσιρας?; Megalopoli, 16 dicembre 1992) è un calciatore greco, difensore del Panathīnaïkos.

## Statistiche

### Presenze e reti nei club
Statistiche aggiornate al 3 maggio 2023.
| Stagione                | Squadra                 | Campionato              | Campionato | Campionato | Coppe nazionali | Coppe nazionali | Coppe nazionali | Coppe continentali | Coppe continentali | Coppe continentali | Altre coppe | Altre coppe | Altre coppe | Totale | Totale |
| Stagione                | Squadra                 | Comp                    | Pres       | Reti       | Comp            | Pres            | Reti            | Comp               | Pres               | Reti               | Comp        | Pres        | Reti        | Pres   | Reti   |
| ----------------------- | ----------------------- | ----------------------- | ---------- | ---------- | --------------- | --------------- | --------------- | ------------------ | ------------------ | ------------------ | ----------- | ----------- | ----------- | ------ | ------ |
| 2016-2017               | Asteras Tripolīs        | SL                      | 9          | 0          | CG              | 5               | 1               | -                  | -                  | -                  | -           | -           | -           | 14     | 1      |
| 2017-2018               | Asteras Tripolīs        | SL                      | 18         | 1          | CG              | 2               | 0               | -                  | -                  | -                  | -           | -           | -           | 20     | 1      |
| 2018-2019               | Asteras Tripolīs        | SL                      | 26         | 0          | CG              | 8               | 0               | UEL                | 2                  | 0                  | -           | -           | -           | 36     | 0      |
| 2019-2020               | Asteras Tripolīs        | SL                      | 23+7       | 0          | CG              | 3               | 0               | -                  | -                  | -                  | -           | -           | -           | 33     | 0      |
| 2020-2021               | Asteras Tripolīs        | SL                      | 23+8       | 0+1        | CG              | 1               | 0               | -                  | -                  | -                  | -           | -           | -           | 32     | 1      |
| Totale Asteras Tripolīs | Totale Asteras Tripolīs | Totale Asteras Tripolīs | 99+15      | 0+1        |                 | 19              | 1               |                    | 2                  | 0                  |             | -           | -           | 135    | 3      |
| 2021-2022               | Panathīnaïkos           | SL                      | 16+10      | 0          | CG              | 7               | 0               | -                  | -                  | -                  | -           | -           | -           | 33     | 0      |
| 2022-2023               | Panathīnaïkos           | SL                      | 17+6       | 0          | CG              | 3               | 0               | UECL               | 2                  | 0                  | -           | -           | -           | 28     | 0      |
| Totale Panathīnaïkos    | Totale Panathīnaïkos    | Totale Panathīnaïkos    | 33+16      | 0          |                 | 10              | 0               |                    | 2                  | 0                  |             | -           | -           | 61     | 0      |
| Totale carriera         | Totale carriera         | Totale carriera         | 163        | 2          |                 | 29              | 1               |                    | 4                  | 0                  |             | -           | -           | 196    | 3      |

### Cronologia presenze e reti in nazionale
| Cronologia completa delle presenze e delle reti in nazionale ― Grecia | Cronologia completa delle presenze e delle reti in nazionale ― Grecia | Cronologia completa delle presenze e delle reti in nazionale ― Grecia | Cronologia completa delle presenze e delle reti in nazionale ― Grecia | Cronologia completa delle presenze e delle reti in nazionale ― Grecia | Cronologia completa delle presenze e delle reti in nazionale ― Grecia | Cronologia completa delle presenze e delle reti in nazionale ― Grecia | Cronologia completa delle presenze e delle reti in nazionale ― Grecia |
| Data                                                                  | Città                                                                 | In casa                                                               | Risultato                                                             | Ospiti                                                                | Competizione                                                          | Reti                                                                  | Note                                                                  |
| --------------------------------------------------------------------- | --------------------------------------------------------------------- | --------------------------------------------------------------------- | --------------------------------------------------------------------- | --------------------------------------------------------------------- | --------------------------------------------------------------------- | --------------------------------------------------------------------- | --------------------------------------------------------------------- |
| 30-5-2019                                                             | Adalia                                                                | Turchia                                                               | 2 – 1                                                                 | Grecia                                                                | Amichevole                                                            | -                                                                     | 73’                                                                   |
| 11-6-2019                                                             | Amarousio                                                             | Grecia                                                                | 2 – 3                                                                 | Armenia                                                               | Qual. Euro 2020                                                       | -                                                                     | 17’                                                                   |
| 11-6-2024                                                             | Grödig                                                                | Malta                                                                 | 0 – 2                                                                 | Grecia                                                                | Amichevole                                                            | -                                                                     | 61’                                                                   |
| Totale                                                                |                                                                       | Presenze                                                              | 3                                                                     |                                                                       | Reti                                                                  | 0                                                                     |                                                                       |

## Palmarès

### Club

#### Competizioni nazionali
- Coppa di Grecia: 2

Panathīnaïkos: 2021-2022, 2023-2024